# Presidencia Roca
Presidencia Roca é uma cidade da Argentina, localizada na província de Chaco.